# Ahora que no estás
«Ahora que no estás» es una canción de la banda chilena Los Bunkers, la sexta del álbum Vida de perros. Compuesta por los hermanos Durán fue lanzada como tercer sencillo en abril de 2006 ubicándose dentro del top 20 de las radios chilenas. 

## Vídeo musical
El video dirigido por Claudio Rivera fue lanzando el 15 de junio de 2006. El vídeo grabado en Santiago de Chile, se trata de un muchacho perseguido por los integrantes de la banda que se escapa corriendo, desde el centro de la ciudad hasta la estación de trenes. El videoclip termina con el joven en una terraza y con los integrantes convertidos en perros.

## Créditos
- Francisco Durán – voz y guitarra eléctrica
- Mauricio Durán – guitarra eléctrica
- Gonzalo López – bajo eléctrico
- Mauricio Basualto – batería

## Recepción

### Posicionamiento en listas
| Lista                       | Posición |
| --------------------------- | -------- |
| Chile (Chile Singles Chart) | 16       |

## Presentaciones en vivo
En vivo realizan una versión extendida de esta canción, una de las más destacada fue realizada en el Festival de Viña (2012) que duró 10 minutos. Otra versión de esta canción en vivo incluye un fragmento de la canción británica «You Really Got Me» de The Kinks.
Banda
- Francisco Durán – voz y guitarra líder
- Mauricio Durán – guitarra líder
- Álvaro López – guitarra rítmica
- Gonzalo López – bajo
- Mauricio Basualto – batería

Presentaciones destacadas
- Vive Latino (2007, 2011 y 2014)
- Movistar Arena (2013)
- Festival Internacional de Viña del Mar (2007 y 2012)
- Lollapalooza (2011)
- The Roxy (2011)
- Teatro Caupolicán (concierto 10 años)
- Festival de Olmué (2010)
- Plaza de Armas de Santiago (2009)
- SesioneS con Alejandro Franco (2007)

## Otros usos
- 2006: Banda sonora de la teleserie chilena Charly tango.
- 2007: Banda sonora de la teleserie chilena Vivir con 10.